# Robot Framework

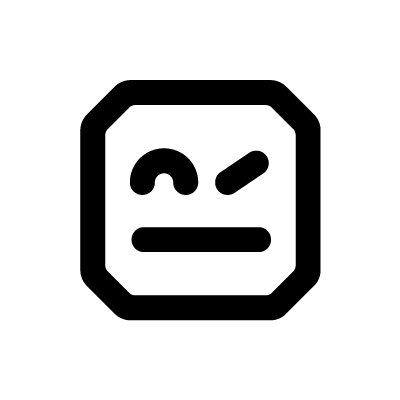
Robot Framework 的图标

Robot Framework是一款python编写的功能自动化测试軟體框架。具备良好的可扩展性，支持关键字驱动，可以同时测试多种类型的客户端或者接口，可以进行分布式测试执行。主要用于重复性的回归测试以及验收测试驱动开发（ATDD），同时还可以支持行为驱动开发（BDD）。